# العلاقات التونسية النيبالية
العلاقات التونسية النيبالية هي العلاقات الثنائية التي تجمع بين تونس ونيبال.

## مقارنة بين البلدين
هذه مقارنة عامة ومرجعية للدولتين:
| وجه المقارنة                                              | تونس                                       | نيبال                             |
| --------------------------------------------------------- | ------------------------------------------ | --------------------------------- |
| المساحة (كم2)                                             | 163.61 ألف                                 | 147.18 ألف                        |
| عدد السكان (نسمة)                                         | 11.53 مليون                                | 29.40 مليون                       |
| الكثافة السكانية (ن./كم²)                                 | 70.47                                      | 199.76                            |
| العاصمة                                                   | تونس                                       | كاتماندو                          |
| اللغة الرسمية                                             | اللغة العربية                              | اللغة النيبالية                   |
| العملة                                                    | دينار تونسي                                | روبية نيبالية                     |
| الناتج المحلي الإجمالي (بليون دولار)                      | 40.26 مليار                                | 24.47 مليار                       |
| الناتج المحلي الإجمالي (تعادل القوة الشرائية) بليون دولار | 129.05 مليار                               | 70.20 مليار                       |
| الناتج المحلي الإجمالي الاسمي للفرد دولار أمريكي          | 3.87 ألف                                   | 743                               |
| الناتج المحلي الإجمالي للفرد دولار أمريكي                 | 11.44 ألف                                  | 2.37 ألف                          |
| مؤشر التنمية البشرية                                      | 0.721                                      | 0.548                             |
| رمز المكالمات الدولي                                      | +216                                       | +977                              |
| رمز الإنترنت                                              | .tn                                        | .np                               |
| المنطقة الزمنية                                           | ت ع م+01:00، توقيت وسط أوروبا، ت ع م+02:00 | UTC+05:45، التوقيت الموحد لنيبال ‏ |

## منظمات دولية مشتركة
يشترك البلدان في عضوية مجموعة من المنظمات الدولية، منها:
| علم المنظمة | اسم المنظمة                                                | تاريخ انضمام تونس | تاريخ انضمام نيبال |
| ----------- | ---------------------------------------------------------- | ----------------- | ------------------ |
|             | مؤسسة التنمية الدولية                                      | 30 ديسمبر 1960    | 6 مارس 1963        |
|             | يونسكو                                                     | 8 نوفمبر 1956     | 1 مايو 1953        |
|             | مؤسسة التمويل الدولية                                      | 25 يوليو 1962     | 7 يناير 1966       |
|             | منظمة حظر الأسلحة الكيميائية                               | ?                 | ?                  |
|             | الأمم المتحدة                                              | 12 نوفمبر 1956    | 14 ديسمبر 1955     |
|             | منظمة الشرطة الجنائية الدولية                              | ?                 | ?                  |
|             | البنك الدولي للإنشاء والتعمير                              | 14 أبريل 1958     | 6 سبتمبر 1961      |
|             | الاتحاد البريدي العالمي                                    | ?                 | ?                  |
|             | المركز الدولي لتسوية المنازعات الاستشارية                  | 14 أكتوبر 1966    | 6 فبراير 1969      |
|             | وكالة ضمان الاستثمار متعدد الأطراف                         | 7 يونيو 1988      | 9 فبراير 1994      |
|             | العملية المشتركة للاتحاد الأفريقي والأمم المتحدة في دارفور | ?                 | ?                  |
|             | منظمة التجارة العالمية                                     | ?                 | ?                  |
|             | الفريق المعني برصد الأرض                                   | ?                 | ?                  |

## وصلات خارجية
- موقع وزارة الخارجية التونسية
- موقع وزارة الخارجية النيبالية